# Прапор і герб кантону Тічино
Прапор і герб Тічино — офіційні емблеми республіки та кантону Тічино.

## Описи
Вексилологічний опис прапора Тічино: «Пересічений на червону і синю частини». Кольори прапора розташовані таким чином, що обидва знаходяться біля древка.
Геральдичний опис герба Тессіно: «Розсічений на червоне і синє пвіполя». Отже, герб відрізняється від прапора. Кольори прапора обернені на 90° проти годинникової стрілки.
Кольори на прапорі розташовані горизонтально, червоний зверху. На гербі кольори розташовані вертикально, червоний — праворуч у геральдичному полі.
У своєму вступі на сторінці 14 Адольф Готьє пояснює, що звичай розташовувати кольори на прапорі робився горизонтально, зокрема тому, що навіть коли прапор був згорнутий, можна було розрізнити всі кольори, що його складають. Лише з появою французького триколора та його революційної символіки поступово було запроваджено вертикальне введення кольорів.

## Історія
Інституційно до 1803 року кантон Тічино не існував. У Середньовіччі територія, що нині належить кантону, до війн, виграних 1440 року перебувала під управлінням Комо та Міланського герцогства, а потім у 1500 році кантону Урі. Конфедерати анексували регіон у 1512 році. Територія складалася з бейлівіків, а саме: долини Левентіна, яка залежала від кантону Урі, Рів'єра, Беллінцона, Маггія, Локарно, Лугано та Мендрізіо. Прапори цих бейлівіків зображували білий хрест на червоному тлі, ідентичний прапору Савойї. Цей білий хрест на білому тлі мав означати суверенітет, який над цими територіями здійснювали майже всі конфедерати.
1798 року до Гельветичної республіки приєдналися два кантони, а саме кантон Беллінцона та кантон Лугано. Також, за Актом про медіацію 1803 року, кантон став незалежним та суверенним.
23 травня 1803 року Велика рада Тічино створила комісію, відповідальну за надання кантону власного герба та прапора, зазначивши «кольори червоний та синій». Нові кольори, герб і прапор були затверджені декретом від 26 травня 1803 року.
Відсутність чітких приписів щодо прапора довгий час була джерелом плутанини. Найпоширеніші зображення прапора розміщували червоний колір проти древка у вертикальному положенні або у верхній частині у горизонтальному положенні. Після досліджень в архівах кантону, 20 вересня 1922 року Державна рада Тічино видав указ щодо кольорів і печаток кантону, опис яких був ще дуже розмитим і тому в подальшому одноманітно не застосовувався. Тому 6 жовтня 1930 року Державна рада Тічино винесла нове рішення, в якому зазначено, що прапор Тічино має квадратну форму, а кольори розташовані горизонтально (червоний зверху), на відміну від герба, який розташований вертикально (з червоним праворуч геральдично).

## Значення
Походження кольорів є предметом різних інтерпретацій. Луї Мюлеманн висуває у своїй праці кілька теорій, але в основному дотримується думки, що червоний і синій кольори були присутні у кольорах чотирьох великих міст нового кантону, а саме Беллінцони, Локарно, Лугано і Мендрізіо (червоний) та Локарно (синій). Білий колір, спільний для цих чотирьох міст, був відкинутий, щоб не створювати плутанини з французьким прапором.
Інше джерело з Музею пам'яті італійської Швейцарії, також підтверджене Мюлеманом, вказує на те, що синій та червоний кольори були взяті з прапора Парижа як нагадування про Французьку революцію та вдячність Наполеону І, який за допомогою Акта про посередництво запропонував кантону територіальний суверенітет.

## Інші вексилологічні та геральдичні зображення
Прапор також випускається у вигляді орифлами, з хвостом або з плоскою основою. Прапор-орифлама кантонів, на якому у верхній частині зображено прапор кантону, а в нижній частині — кольори кантону, називається «повним» прапором. Червоний колір завжди повинен бути спрямований до жержини.
Герб знаходиться на задніх номерних знаках транспортних засобів, зареєстрованих у кантоні Тічино.

Військовий прапор Тічино (1809)
Повний прапор Тічино
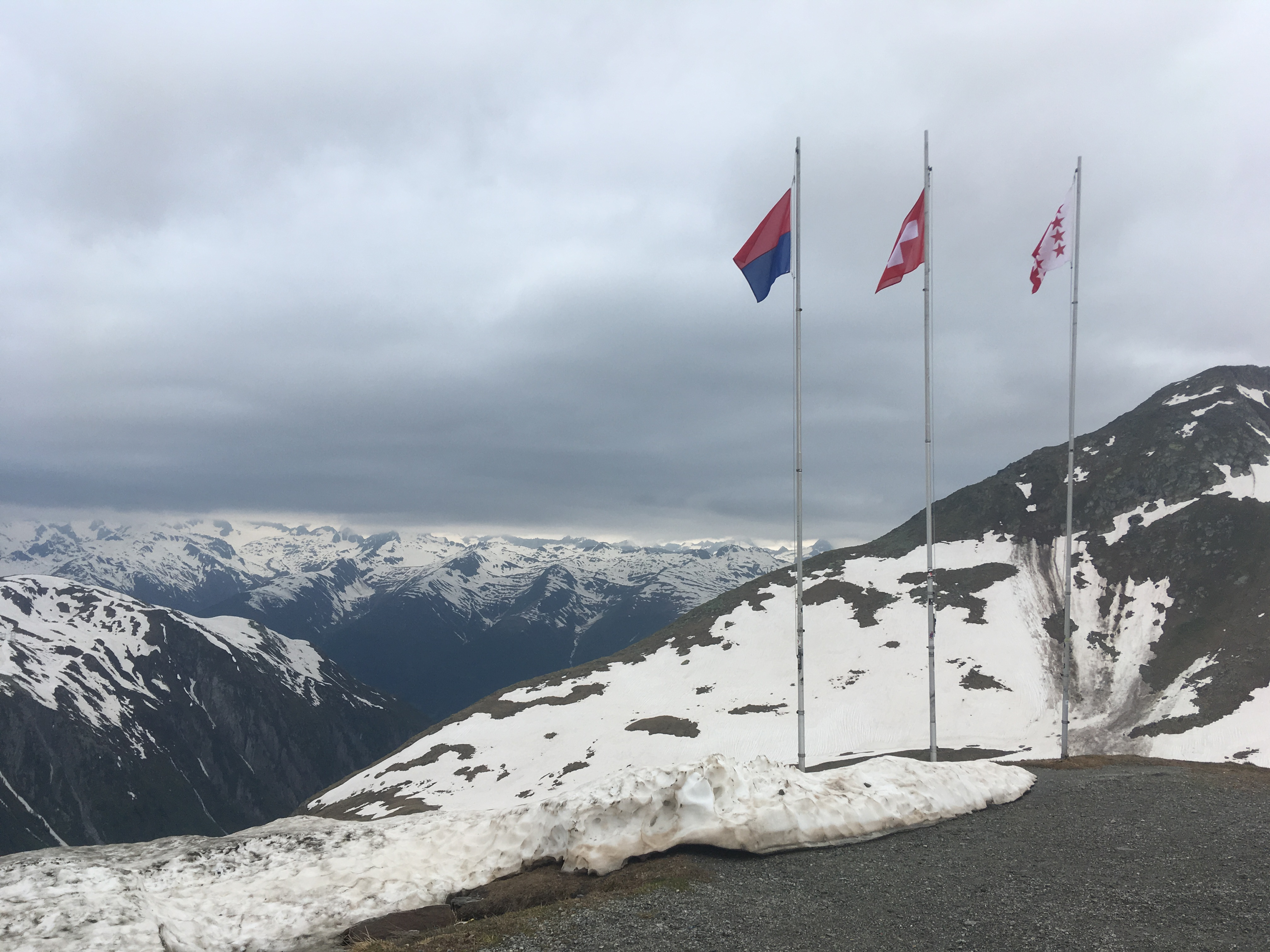
Прапор Тічино на перевалі Нуфенен
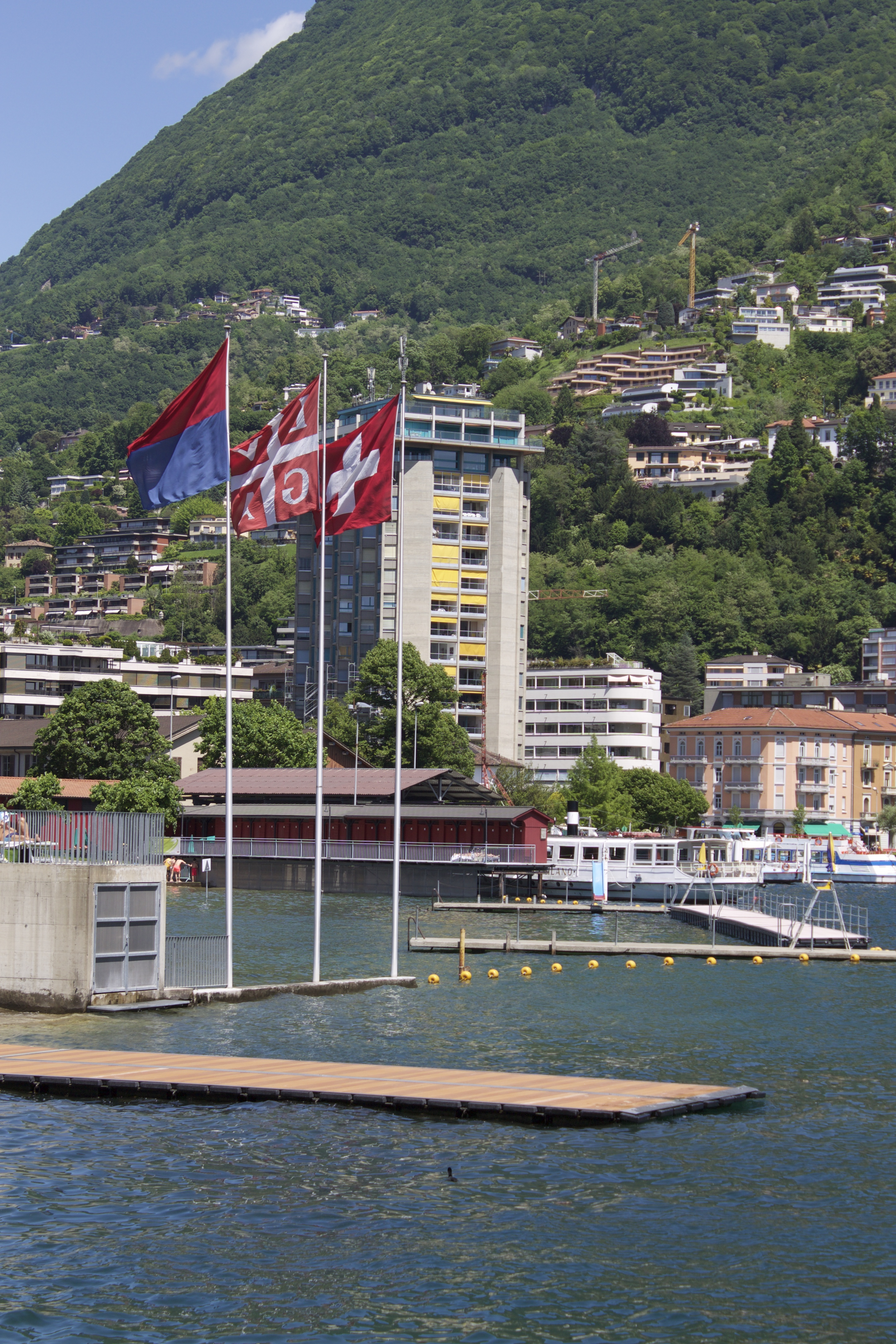
Кантональний прапор на флагштоку в Лугано
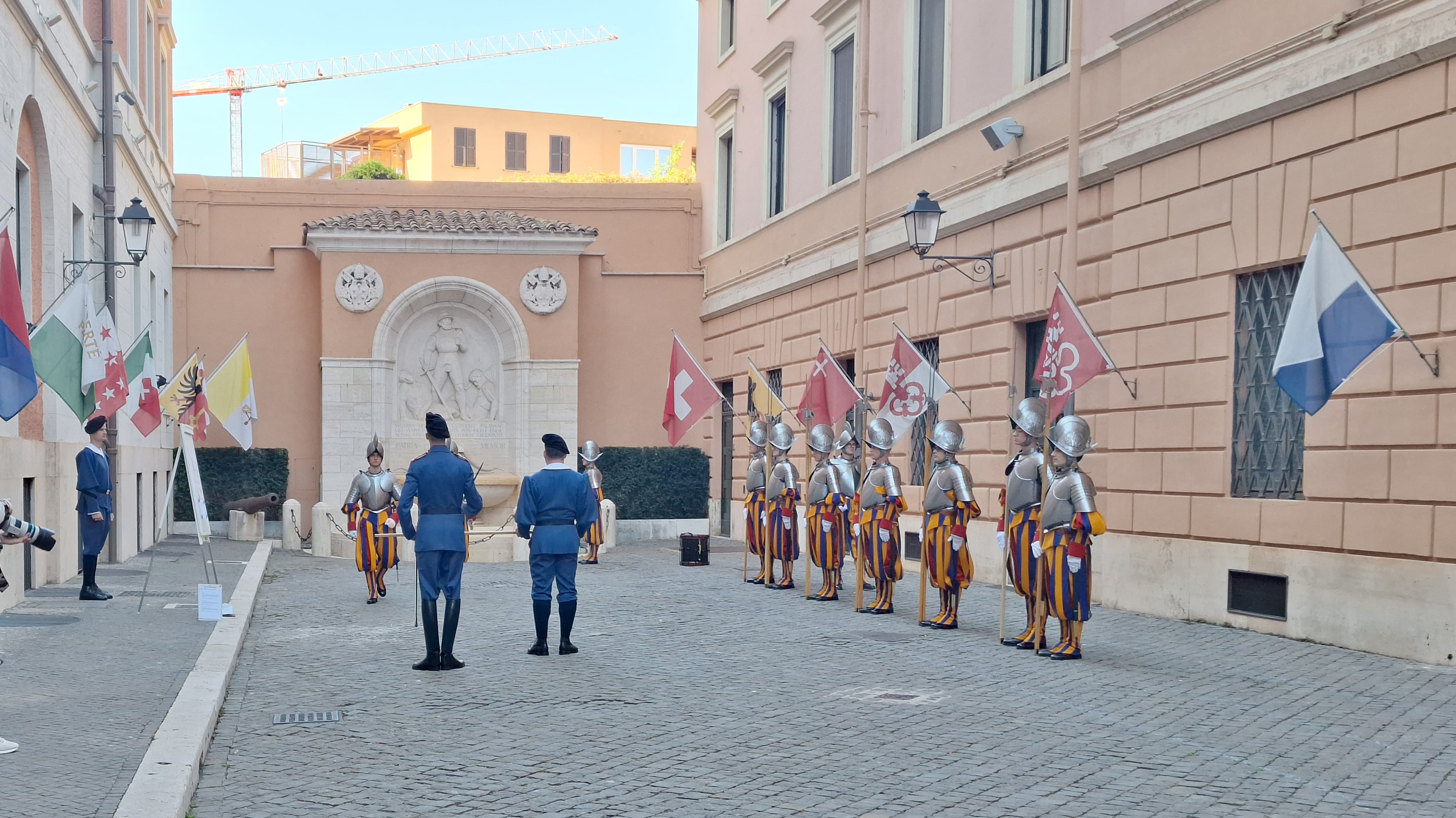
Кантональний прапор біля швейцарської гвардії
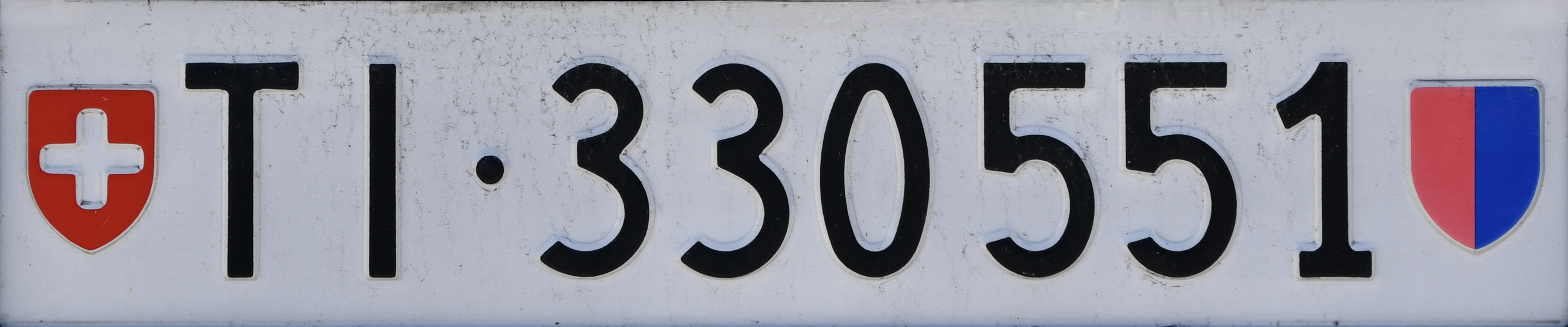
Задній номерний знак Тічино
Лого Тічино

## Нотатки
1. ↑  Перше з цих положень повторювало зображення герба, інше ж, навпаки, відповідало давнім звичаям, яких дотримувалися всі швейцарські кантони, за винятком одного.